# Lepidoperca
Lepidoperca – rodzaj ryb okoniokształtnych z rodziny strzępielowatych.

## Klasyfikacja
Gatunki zaliczane do tego rodzaju:

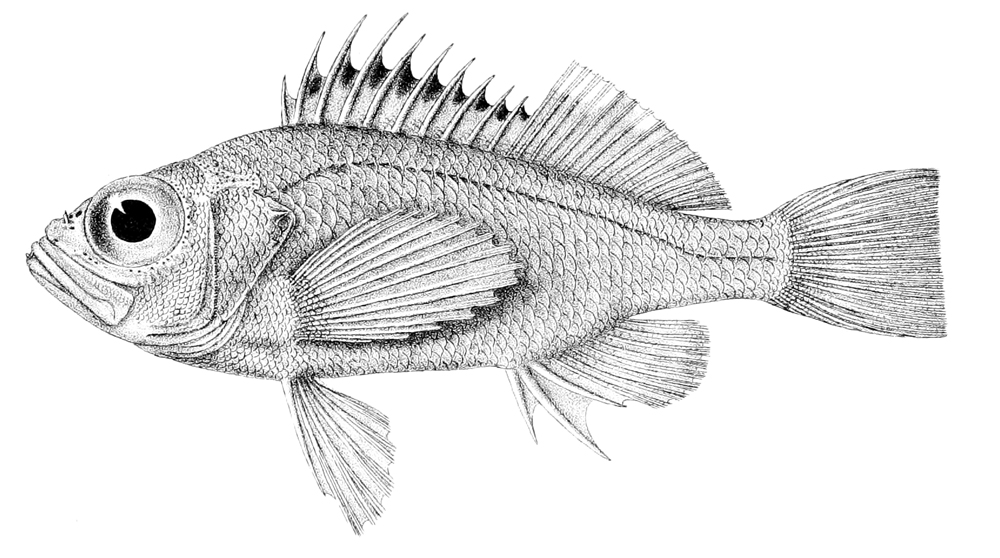
Lepidoperca aurantia
- Lepidoperca brochata
- Lepidoperca caesiopercula
- Lepidoperca coatsii
- Lepidoperca filamenta
- Lepidoperca inornata
- Lepidoperca magna
- Lepidoperca occidentalis
- Lepidoperca pulchella
- Lepidoperca tasmanica

- Lepidoperca coatsii